# Dois Irmãos (Recife)
Dois Irmãos é um bairro do Recife, capital de Pernambuco, Brasil.
As terras onde hoje se localizam o bairro Dois Irmãos faziam parte do antigo Engenho Apipucos, pertencente aos irmãos Antônio Lins Caldas (Tenente-Coronel do Exército) e Thomáz José Lins Caldas (Vereador no Recife e combatente da Revolução Pernambucana de 1817) conhecidos respectivamente pelos apelidos de Toné e Coló, que por serem muito unidos denominavam o local como Engenho dos Dois Irmãos, fundado no início do século XIX, daí originando-se o nome deste bairro. Atualmente, o velho casarão onde funciona a Casa-Museu Magdalena e Gilberto Freyre foi uma das duas casas-grandes onde residiam cada um dos irmãos, algo incomum à época o fato de um Engenho possuir duas casas-grandes.

Possui uma Zona Especial de Interesse Econômico e Social (ZEIS) denominada de Córrego da Fortuna, ao lado da UFRPE.  A maior parte do bairro é coberta pela Floresta de Dois Irmãos, a maior área verde da cidade do Recife. A praça do bairro, Praça Farias Neves, foi projetada pelo paisagista Roberto Burle Marx.

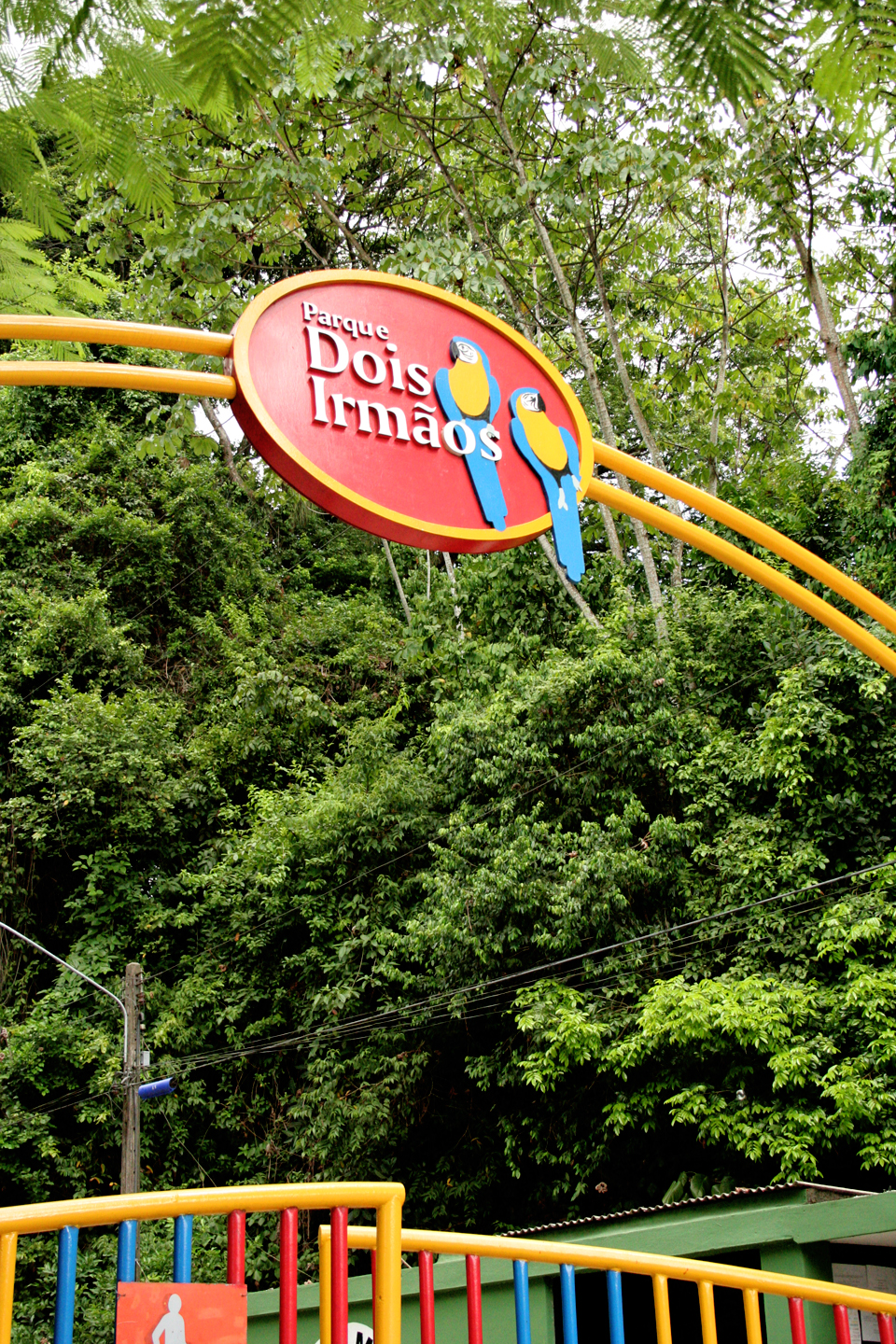
Entrada do Parque Estadual Dois Irmãos,situado no bairro homônimo.

Dois Irmãos era o bairro onde terminava a Maxambomba, uma linha de trens do Recife.

## Edificações
No bairro de Dois irmãos existem as seguintes edificações:
- o Horto Zoobotânico de Dois Irmãos[4][5][6][2];
- o Açude da Prata, que forneceu a primeira água encanada para o Recife, em 1847[2];
- LAFEPE - Laboratório Farmacêutico do Estado de Pernambuco;
- UFRPE - Universidade Federal Rural de Pernambuco.